# Теорема Ковалевской
Теорема Ковалевской о единственности и локальной разрешимости задачи Коши для системы Ковалевской играет важную роль в теории уравнений в частных производных.

## Система Ковалевской
Система уравнений в частных производных с неизвестными функциями {\displaystyle u_{1},u_{2},...,u_{N}} вида 
{\displaystyle {\frac {\partial ^{n_{i}}u_{i}(x,t)}{\partial t^{n_{i}}}}=F_{i}\left(t,x,u_{i},...,u_{N},...,{\frac {\partial ^{a}u_{j}}{\partial t^{a_{0}}\partial x_{1}^{a_{1}}...\partial x_{n}^{a_{n}}}},...\right),}
где {\displaystyle x=(x_{1},...,x_{n})}, {\displaystyle a=a_{0}+a_{1}+...+a_{n}}, {\displaystyle a\leqslant n_{j}}, {\displaystyle a_{0}\leqslant n_{j}-1}, {\displaystyle i,j=1,...,N}, то есть число уравнений равно числу неизвестных, называется системой Ковалевской. Независимая переменная {\displaystyle t} выделяется тем, что среди производных наивысшего порядка {\displaystyle n_{i}} каждой функции системы содержится производная по {\displaystyle t} порядка {\displaystyle n_{i}} и система разрешена относительно этих производных.
Используется следующее обозначение:
{\displaystyle D^{a'}\phi _{i}^{k}(x)={\frac {\partial ^{a'}\phi _{i}^{k}(x)}{\partial x_{1}^{a_{1}}...\partial x_{n}^{a_{n}}}},}
где {\displaystyle a'=a_{0}+a_{1}+...+a_{n}}, {\displaystyle a_{i}\geqslant 0}, {\displaystyle i=1,...,N}.

## Формулировка
Если все функции {\displaystyle \phi _{i}^{k}(x)} аналитичны в окрестности точки {\displaystyle x^{0}=(x_{1}^{0},...,x_{n}^{0})}, а функции {\displaystyle F_{i}} определены и аналитичны в окрестности точки {\displaystyle (t^{0},x_{1}^{0},\dots ,x_{n}^{0},\phi _{i}^{k}(x^{0}),\dots ,D^{a'}\phi _{i}^{k}(x^{0}),\dots )}, то задача Коши имеет аналитическое решение в некоторой окрестности точки {\displaystyle (t^{0},x_{1}^{0},\dots ,x_{n}^{0})}, единственное в классе аналитических функций.